# Alizée Baron
Alizée Baron (Montpellier, 6 augustus 1992) is een Franse freestyleskiester. Ze vertegenwoordigde haar vaderland op de Olympische Winterspelen 2014 in Sotsji en op de Olympische Winterspelen 2018 in Pyeongchang.

## Carrière
Bij haar wereldbekerdebuut, in december 2011 in Innichen, scoorde Baron direct wereldbekerpunten. In januari 2012 stond de Française in St. Johann in Tirol voor de eerste maal in haar carrière op het podium van een wereldbekerwedstrijd. Op de wereldkampioenschappen freestyleskiën 2013 in Voss eindigde ze als zestiende op de skicross. Tijdens de Olympische Winterspelen van 2014 eindigde Baron als twintigste op het onderdeel skicross.
In Kreischberg nam de Française deel aan de wereldkampioenschappen freestyleskiën 2015. Op dit toernooi eindigde ze als zevende op de skicross. Op 14 februari 2015 boekte ze in Åre haar eerste wereldbekerzege. Tijdens de Olympische Winterspelen van 2018 in Pyeongchang eindigde Baron als vijfde op de skicross.
Op de wereldkampioenschappen freestyleskiën 2019 in Park City veroverde de Française de bronzen medaille op de skicross. In Idre Fjäll nam ze deel aan de wereldkampioenschappen freestyleskiën 2021. Op dit toernooi behaalde ze de bronzen medaille op de skicross.

## Resultaten

### Olympische Spelen
| Jaar | Plaats      | Resultaten   |
| ---- | ----------- | ------------ |
| 2014 | Sotsji      | 20e Skicross |
| 2018 | Pyeongchang | 5e Skicross  |

### Wereldkampioenschappen
| Jaar | Plaats      | Resultaten   |
| ---- | ----------- | ------------ |
| 2013 | Voss        | 7e Skicross  |
| 2015 | Kreischberg | 16e Skicross |
| 2019 | Park City   | Skicross     |
| 2021 | Idre Fjäll  | Skicross     |

### Wereldbeker
Eindklasseringen
| Seizoen   | Algm | SX     |
| --------- | ---- | ------ |
| 2011/2012 | 19e  | 6e     |
| 2012/2013 | 50e  | 14e    |
| 2013/2014 | 68e  | 15e    |
| 2014/2015 | 7e   | Zilver |
| 2015/2016 | 12e  | Brons  |
| 2017/2018 | 34e  | 8e     |
| 2018/2019 | 17e  | 4e     |

Wereldbekerzeges
| Datum            | Plaats     | Onderdeel |
| ---------------- | ---------- | --------- |
| 14 februari 2015 | Åre        | Skicross  |
| 23 januari 2021  | Idre Fjäll | Skicross  |